# Иджид-Сотчем'єль
Иджи́д-Сотчем'є́ль або Иджи́д-Сотче́м-Йоль (рос. Ыджыд-Сотчемъель, Ыджыд-Сотчем-Ёль) — річка в Республіці Комі, Росія, ліва притока річки Ілич, правої притоки річки Печора. Протікає територією Троїцько-Печорського району.
Річка починається на південно-західних схилах гори Сотчем-Йоль-Із (висота 1040 м). Протікає на південний захід та північний захід.